# Edwardsia maroccana
Edwardsia maroccana är en havsanemonart som beskrevs av Oscar Henrik Carlgren 1931. Edwardsia maroccana ingår i släktet Edwardsia och familjen Edwardsiidae. Inga underarter finns listade i Catalogue of Life.